# Sageun-dong
Sageun-dong (koreanska: 사근동) är en stadsdel i stadsdistriktet Seongdong-gu i Sydkoreas huvudstad Seoul.